# Лотурі (Ботошань)
Лотурі (рум. Loturi) — село у повіті Ботошані в Румунії. Входить до складу комуни Маноляса.
Село розташоване на відстані 408 км на північ від Бухареста, 44 км на північний схід від Ботошань, 106 км на північ від Ясс.

## Населення
За даними перепису населення 2002 року у селі проживали 245 осіб, усі — румуни. Усі жителі села рідною мовою назвали румунську.